# I liga polska w piłce siatkowej mężczyzn (1987/1988)
I liga polska w piłce siatkowej mężczyzn 1987/1988 – 52. edycja rozgrywek o mistrzostwo Polski w piłce siatkowej mężczyzn.

## Drużyny uczestniczące
| | I liga 1987/1988           |   |      |
| --- | -------------------------- | - | ---- |
| SZC | Stal Stocznia Szczecin     | 1 | PEMK |
| KRA | Hutnik Kraków              | 2 |      |
| RZE | Resovia                    | 3 |      |
| WRO | Gwardia Wrocław            | 4 |      |
| LEG | Legia Warszawa             | 5 |      |
| RAD | Czarni Radom               | 6 |      |
| MIL | Płomień Milowice           | 7 |      |
| ŁÓD | Wifama Łódź                | 8 |      |
| | Awans z II ligi            |   |      |
| CZE | AZS Częstochowa            |   |      |
| GOR | Stilon Gorzów Wielkopolski |   |      |
| Oznaczenia: - kolumna pierwsza – skróty nazw drużyn wpisane na mapie (jeśli ta została zamieszczona), - kolumna trzecia – miejsce zajęte przez daną drużynę w poprzednim sezonie. |                            |   |      |

## Klasyfikacja końcowa
| Miejsce | Drużyna                    |
| ------- | -------------------------- |
| 1.      | Hutnik Kraków              |
| 2.      | Stal Stocznia Szczecin     |
| 3.      | Resovia                    |
| 4.      | Czarni Radom               |
| 5.      | Legia Warszawa             |
| 6.      | AZS Częstochowa            |
| 7.      | Gwardia Wrocław            |
| 8.      | Wifama Łódź                |
| 9.      | Płomień Milowice           |
| 10.     | Stilon Gorzów Wielkopolski |

     spadek do II ligi